# Chanel
The House of Chanel (частіше просто «Chanel», «Шане́ль»)— французька компанія, виробник предметів розкоші, один з найвідоміших у світі модних домів, заснована на початку XX століття французькою модельєркою Габріель «Коко» Шанель. Штаб-квартира розташована в Парижі.

## Історія компанії

### Епоха Коко Шанель (1909-1920-ті)
Становлення та визнання
Дім Шанель бере свій початок у 1909 році, коли Габріель Шанель відкрила млинарську майстерню на бульварі Малешерб, 160, на першому поверсі паризької квартири текстильного бізнесмена Етьєна Бальзана, коханкою якого вона була. Оскільки квартира Бальзанів була також салоном для французької мисливської та спортивної еліти, Шанель мала можливість зустрічатися з їхніми коханками-демонстрантками, які, по суті, були жінками моди, на яких багаті чоловіки демонстрували своє багатство - у вигляді багато прикрашеного одягу, ювелірних виробів та капелюшків.
Коко Шанель могла продавати їм капелюшки, які сама розробляла і виготовляла, і таким чином заробляла на життя, не залежачи від Бальзана. В цей же час, Коко Шанель подружилася з Артуром "Боєм" Кейпелом, англійським світським чоловіком і другом Етьєна Бальзана, гравцем у поло, за звичаєм вищого класу. Шанель також стала його коханкою. Незважаючи на цю соціальну обставину, Бой Кейпел сприймав Коко як ділову жінку. І, в 1910 році, Бой Капель профінансував її першу незалежну майстерню, Chanel Modes, на вулиці Камбон, 21 у Парижі. Оскільки в цьому приміщенні вже знаходився магазин суконь, бізнес-оренда обмежила Шанель продавати лише продукцію машинобудування, а не одяг від Кутюр. Через два роки, в 1913-му,  Шанель у Довілі та Біарріці запропонували на продаж спортивний одяг для жінок, практичний дизайн якого дозволяв займатися спортом.
Перша світова війна (1914-18) вплинула на європейську моду через дефіцит матеріалів та мобілізацію жінок. На той час Шанель відкрила велику крамницю суконь на вулиці Камбон, 31, біля готелю "Рітц" у Парижі. Серед одягу на продаж були фланелеві блейзери (вид піджака), прямі спідниці з льону, матроські блузи, довгі светри з трикотажу та костюми зі спідницею та жакетом.
Коко Шанель використовувала трикотажну тканину через її фізичні властивості як одягу, такі як драпірування - те, як вона падає на тіло жінки і спадає з нього - і те, наскільки добре вона пристосована до простого дизайну одягу. З точки зору крою, деякі з дизайнів Шанель запозичені з військової форми, поширеної під час війни; і до 1915 року дизайни та одяг, вироблений Будинком Шанель, були відомі у всій Франції. У 1915 році, Шанель відкрила свій перший Будинок Високої моди в Біарріці, Франція. Вона мала 300 співробітників і навіть розробила свою першу лінію Високої моди[7].
У 1915 та 1917 роках журнал Harper's Bazaar повідомляв, що одяг від La Maison Chanel був "у списку кожного покупця" на швейних фабриках Європи. Магазин суконь Chanel на вулиці Камбон, 31
Компанія заснована на початку XX століття Габріель «Коко» Шанель; перший бутик під маркою Chanel відкрився в 1913.
Після Першої світової війни, Будинок Шанель, слідуючи модним тенденціям 1920-х років, випускав розшиті бісером сукні, популярні серед флепперок. Прості лінії, "пласкі груди", що стали популярними завдяки Шанель, були протилежністю моді на фігуру "пісочний годинник" кінця 19-го століття. Шанель використовувала кольори, що традиційно асоціюються з маскулінністю в Європі, такі як сірий і темно-синій, для позначення жіночої сміливости. Одяг Шанель часто мав стьобану тканину і шкіряну обробку; стьобана конструкція зміцнювала тканину, дизайн і обробку, дозволяючи одягу зберігати свою форму і функцію під час носіння. Прикладом може слугувати вовняний костюм Шанель - спідниця до коліна та жакет у стилі кардигану, оздоблений чорною вишивкою та золотистими ґудзиками, часто доповнений двоколірними туфлями-човниками, намистом з перлів та шкіряною сумочкою.
У 1921 році, щоб доповнити лінії одягу Шанель, Коко Шанель доручила парфумеру Ернесту Бо створити парфуми. Серед його парфумів був парфум №5, названий за номером зразка, який найбільше сподобався Шанель. Спочатку парфуми №5 дарували клієнтам, але популярність спонукала Дім Шанель виставити їх на продаж у 1922 році.
У 1923 році, щоб пояснити успіх свого одягу, Коко Шанель сказала в інтерв'ю журналу Harper's Bazaar, що дизайн "простота - це лейтмотив усієї справжньої елегантності".
Ділові партнери (кінець 1920-х)
Успіх № 5 спонукав Коко розширити продаж парфумів за межі Франції та Європи та розробити інші парфуми, для чого їй були потрібні інвестиційний капітал, ділова хватка та доступ до північноамериканського ринку. З цією метою, бізнесмен Теофіл Бадер (засновник Galeries Lafayette) познайомив венчурного капіталіста П’єра Вертхаймера з Коко Шанель. Їх бізнес уклав компанію Parfums Chanel, парфумерію, з якої Вертхаймеру належало 70 %, Бадеру належало 20%, а Шанель-10%; Комерційний успіх спільного підприємства був забезпечений ім'ям Chanel і печаткою la "Maison Chanel", яка залишалася єдиною бізнес-провінцією Коко.
Тим не менш, попри успіх моди та парфумерії Шанель, особисті стосунки між Коко та її партнером-капіталістом погіршилися, коли вона сказала, що П’єр Вертхаймер використовує її таланти як модельєрки та підприємиці. Вертхаймер нагадав Шанель, що він зробив її багатою і що його венчурний капітал фінансував продуктивне розширення парфумерії Chanel, що створило багатство, яким вони насолоджувалися, і все завдяки успіху № 5 de Chanel. Незадоволена бізнесвумен Габріель Шанель найняла адвоката Рене де Шамбруна, щоб переглянути 10-відсоткове партнерство, яке вона уклала в 1924 році з компанією Parfums Chanel; переговори між юристами провалилися, і відсотки партнерства залишилися такими, як було встановлено в початковій діловій угоді між ними.

## Власники і керівництво
Chanel є приватною компанією, підконтрольній сім'ї голови правління Аліана Вертеймера (Alain Wertheimer). Головний дизайнер дому Chanel— Карл Лагерфельд. Генеральний директор компанії— Морін Шике.

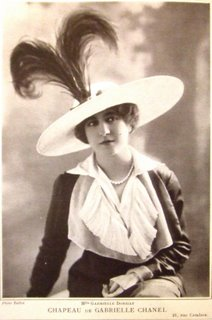
Акторка Габріель Дорзят у капелюшку від Шанель (1912)

## Діяльність
Компанія «Chanel» спеціалізується на виробництві й торгівлі предметами розкоші: одягом, косметикою і парфюмерією, годинниками, сонцезахисними окулярами та ювелірними виробами. Компанії належить 147 бутиків по всьому світу. Фінансові показники компанії не розкриваються. За даними інтернету-ресурсу hoovers.com, щорічний оборот Chanel становить близько $1,089млрд.

### Годинники
Підрозділ наручних годинників Chanel був створений у 1987 році. 1995 року підрозділ представив другий дизайн - Matelassé. Хоча наручні годинники Première та Matelassé були успішними продуктами, презентація 2000 року лінії наручних годинників Chanel J12 в стилі унісекс, виготовлених з керамічних матеріалів, утвердила наручні годинники Chanel як марку Chanel. Лінія наручних годинників включає моделі з чотирма розмірами циферблату: 33 мм, 38 мм, 41 мм і 42 мм. У 2008 році Chanel S.A. та Audemars Piguet розробили керамічний годинниковий механізм Chanel AP-3125, ексклюзивний для Будинку Chanel.

### Chanel Україна
В Україні є лише один магазин «Chanel» (у Києві).   
У 2024 році компанія зняла різдвяну рекламу з українською піснею Щедрик, в якій знялась Італійська модель Вікторія Черетті 